# Venceáns
Venceáns (llamada oficialmente San Tomé de Venceáns) es una parroquia y un lugar del municipio español de Entrimo, en la provincia de Orense, Galicia.

## Toponimia
La parroquia también es conocida por los nombres de Santo Tomás de Venceáns y Santo Tomé de Venceáns.

## Organización territorial
La parroquia está formada por tres entidades de población:
- Queguas
- Venceáns
- Vilar

## Demografía

### Parroquia
| Gráfica de evolución demográfica de Venceáns (parroquia) entre 2000 y 2022 |
|                                                                            |
| Datos según el nomenclátor publicado por el INE.                           |

### Lugar
| Gráfica de evolución demográfica de Venceáns (lugar) entre 2000 y 2022 |
|                                                                        |
| Datos según el nomenclátor publicado por el INE.                       |